# Jakaya Kikwete
Jakaya Mrisho Kikwete (født 7. oktober 1950) var Tanzanias præsident fra 2005 til 2015 og samtidig leder af regeringspartiet Chama cha Mapinduzi (CCM).
Han var udenrigsminister i 1995-2005. Fra 2008 var han formand af den Afrikanske Union.